# Список драгунских полков русской армии

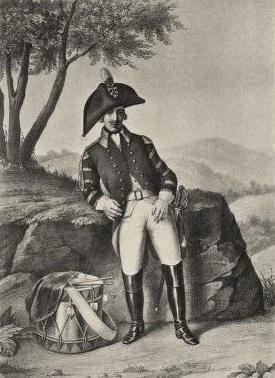
Барабанщик Псковского драгунского полка, 1797 — 1801 годов.

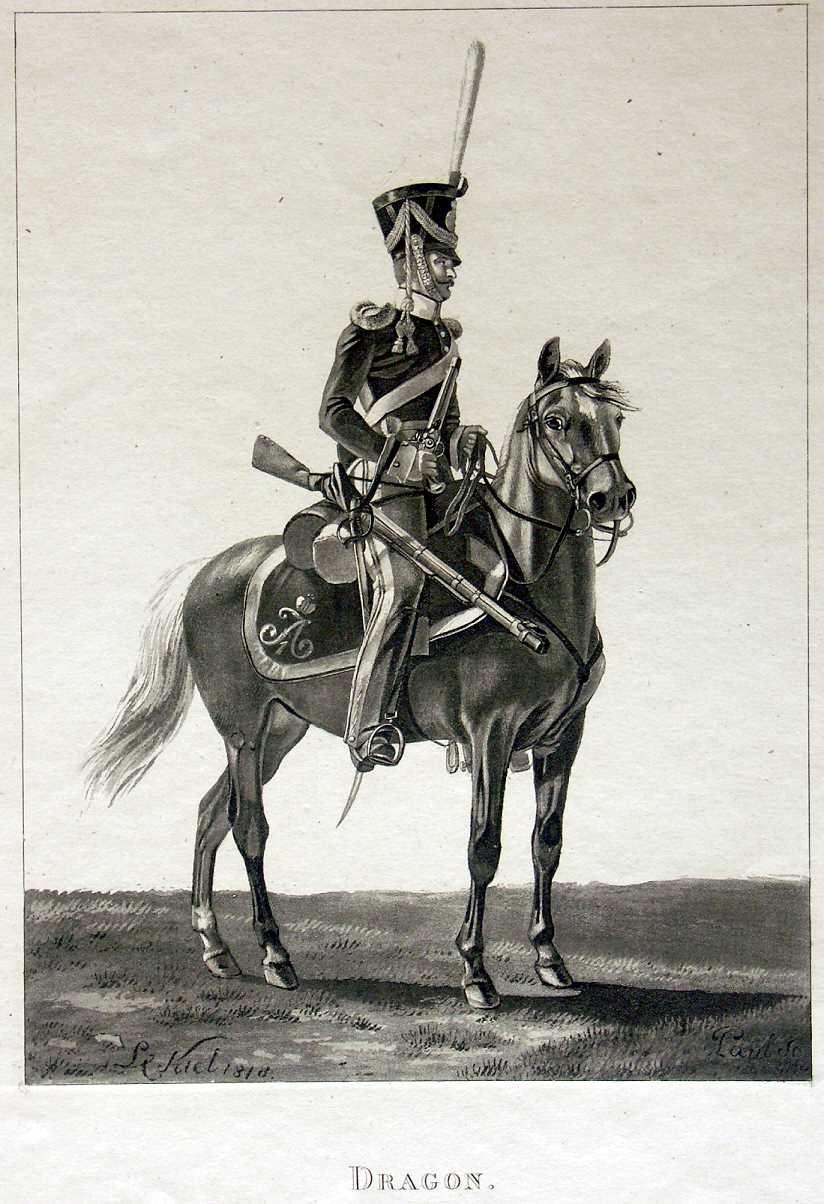
Лев Киль, Рядовой драгунских полков русской армии.
1818 год.

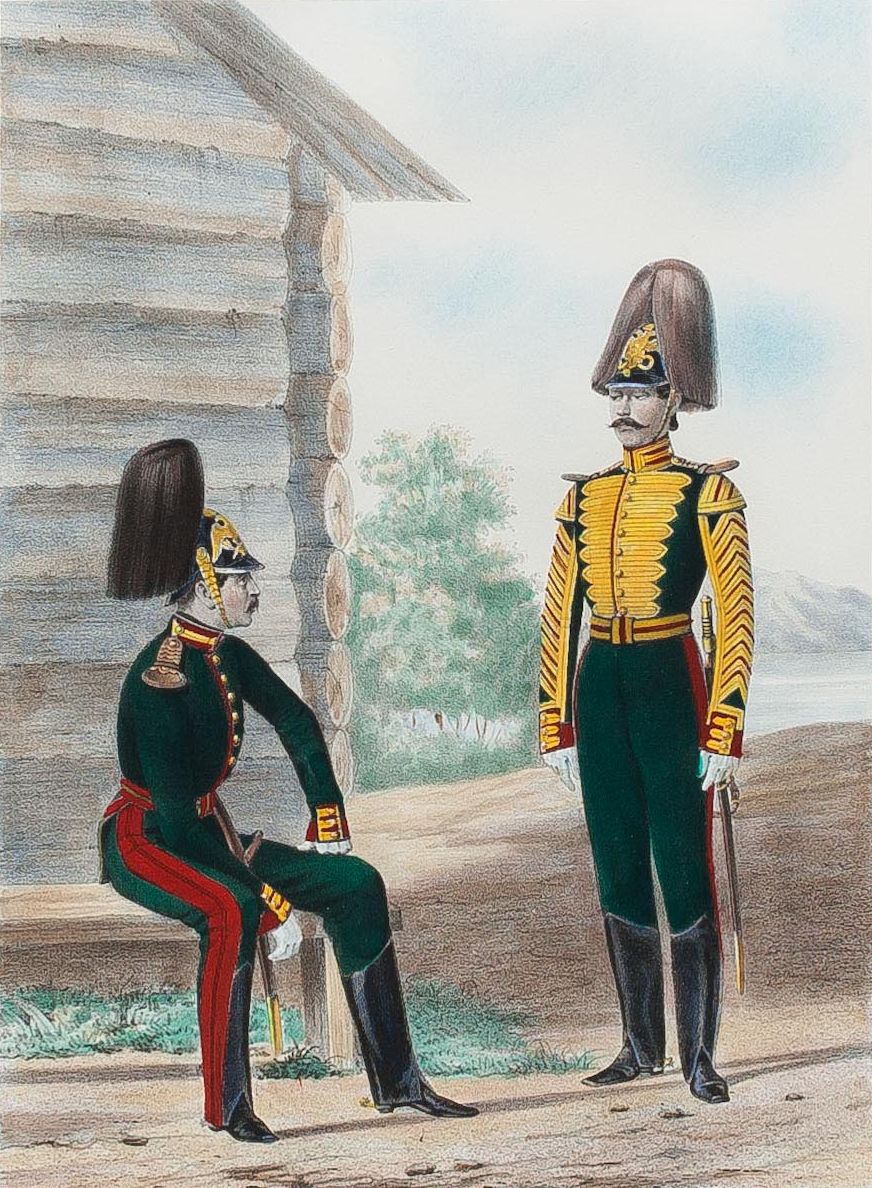
Рядовой и Трубач Л.-Гв. Драгунского полка. 1844-1848.

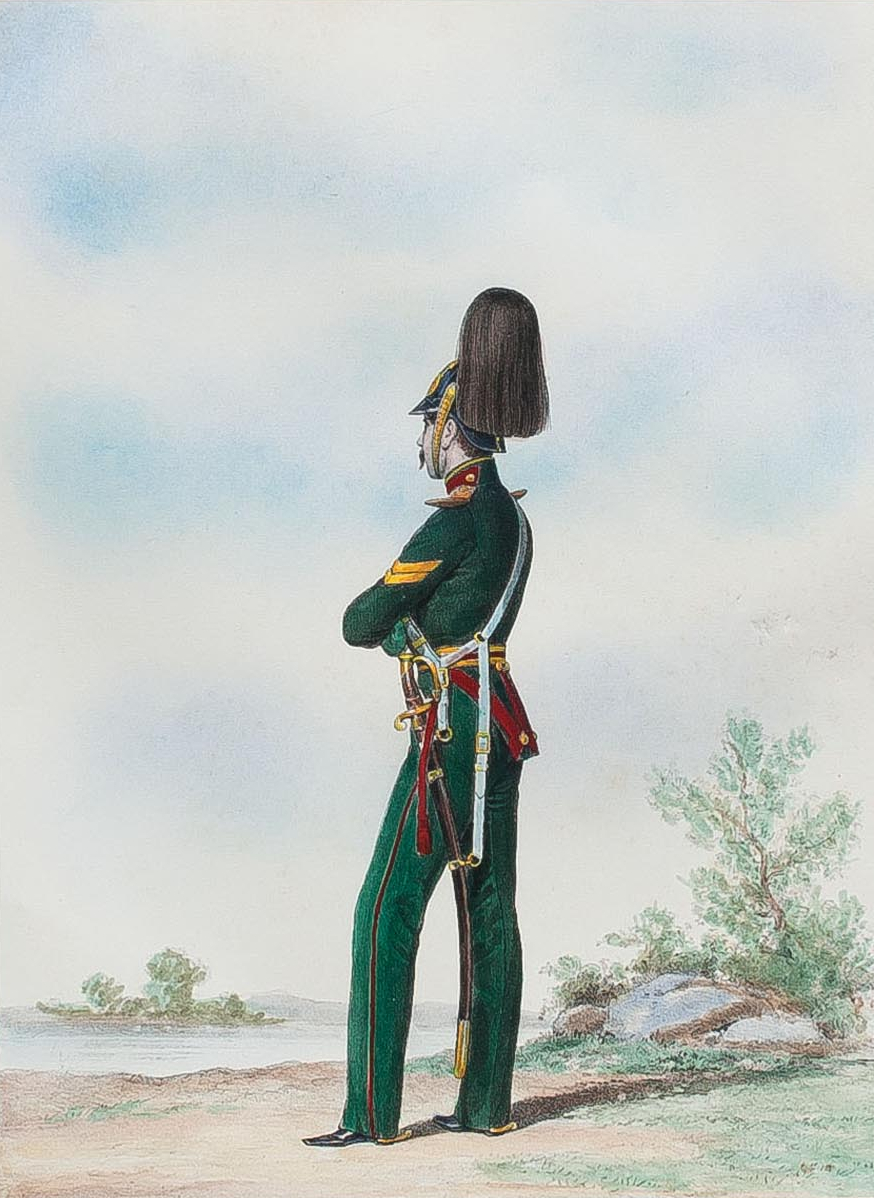
Рядовой Драгунского Его Императорского Высочества Наследника Цесаревича полка. 1848-1855 гг.

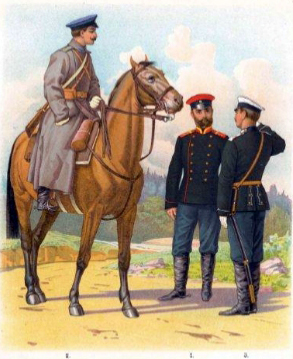
1) Вахмистр 7-го Драгунского Новороссийского Е. И. В. Великого Князя Владимира Александровича полка
2) Рядовой 8-го Драгунского Смоленского Императора Александра III полка
3) Рядовой 9-го Драгунского Елисаветградского полка. 1897 г.

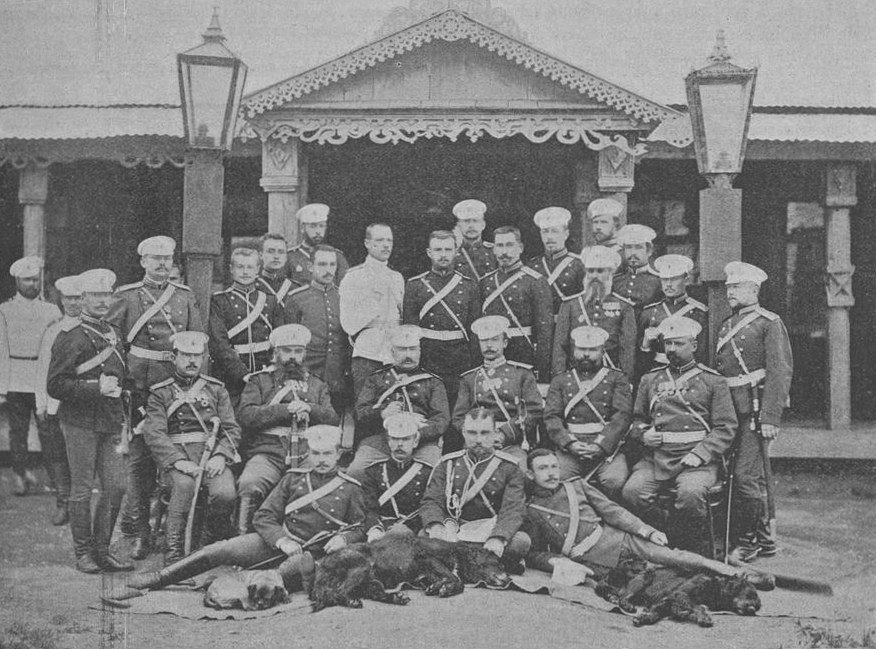
Группа офицеров Приморского драгунского полка, в 1900 году.

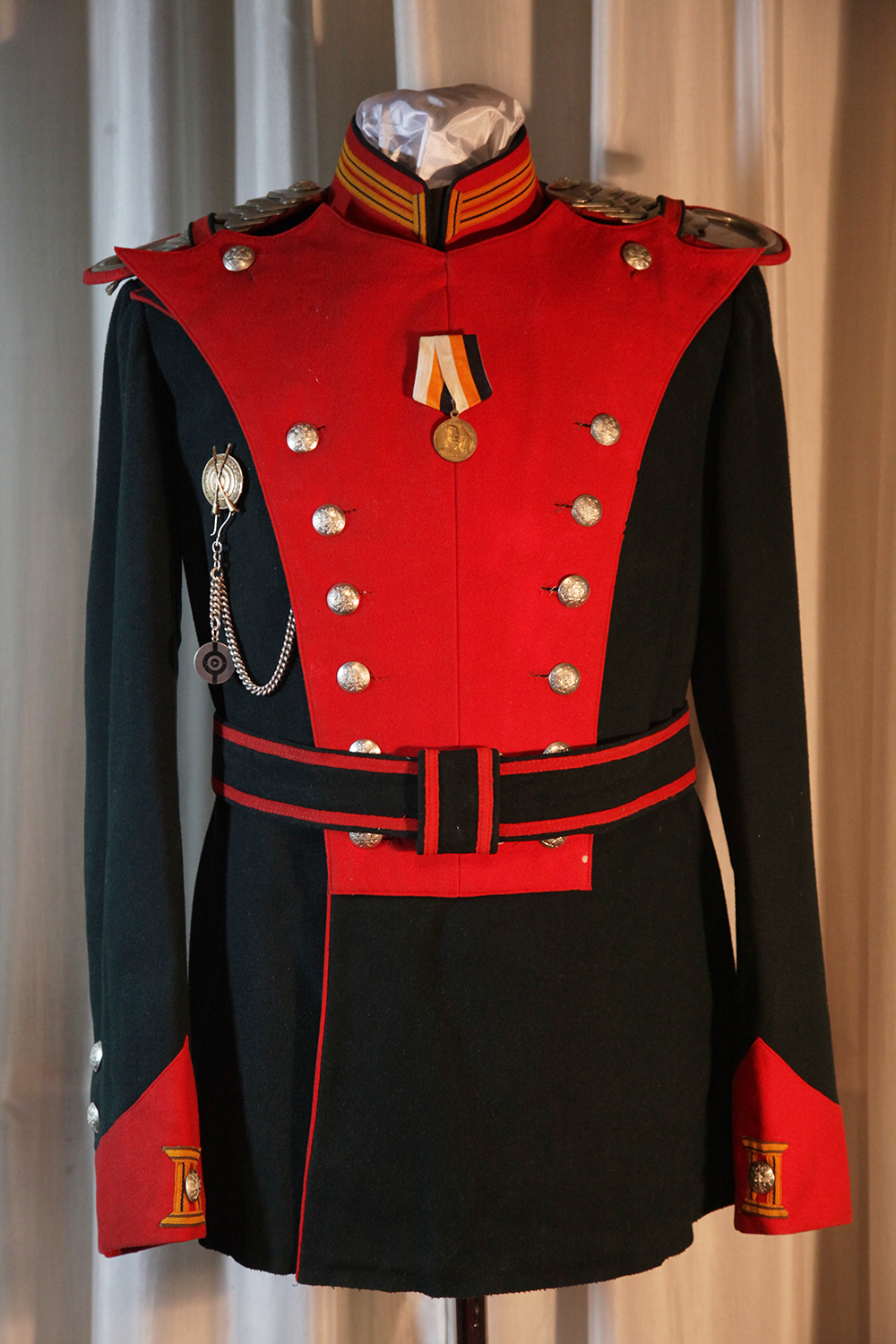
Парадный мундир лейб-драгуна Лейб-гвардии драгунского полка с медалью «В память 300-летия царствования дома Романовых» и знаком «За отличную стрельбу из винтовок», 1908 — 1917 годов.

Список русских драгунских полков — список драгунских формирований (полк, воинская часть) в Русском войске и гвардии, армии Российской империи.

## История
В России в царский и имперский периоды драгунские полки были организованы в ходе военной реформы проводимой царём Михаилом Фёдоровичем, в ходе которой создавались формирования по принципу принятому в западноевропейских монархиях (полки иноземного строя). В 1631 году был создан первый драгунский полк набранный из навербованных иностранцев (германцев, шведов, голландцев и англичан) и русских охочих людей, в 1632 году этот драгунский полк находился в войске главнокомандующего М. Б. Шеина, под Смоленском. Через год службы иностранцы покинули Русскую службу, а полк стал пополняться русскими охочими людьми и новокрещёнными из татар. В 1634 году была сделана вторая попытка организации драгунских полков. Были созданы несколько драгунских полков по 1 000 человек личного состава в каждом и с офицерским составом исключительно из числа иностранцев. К концу царствования Алексея Михайловича драгун в Русском войске было уже более 11 000 человек личного состава, и на их вооружении были мушкеты, шпаги, бердыши (или топоры) и короткие пики (копья).

У нашего великого государя, против его государских недругов, рать собирается многая и несчётная, а строения бывает разного:…
многие же тысячи с большими мушкетами, драгунским строем; … куда ни придут, никакие полки против них не стоят. То у нашего великого Государя ратное строение.— Описание Русского войска, данное Козимо Медичи, во Флоренции, стольником И. И. Чемодановым (посол в Венеции), в 1656 году.
.
Царь Пётр Алексеевич при создании регулярной армии и флота принял решение о преобладании в кавалерии драгунов. В 1700 году были созданы два драгунских полка в каждом из которых было около 1 500 кавалеристов. На следующий год было создано ещё 12 драгунских полков. При нём же, в коннице появляются отборные нижние чины — конные гренадеры. В 1704 году, по представлению фельдмаршала Огильви, во всех драгунских полевых полках были введены гренадерские роты, по одной на полк. К концу 1708 года в России насчитывалось 36 драгунских полков (Азовский, Астраханский , Белозерский , Вологодский, Ингерманландский , Казанский, Каргопольский, Киевский, Луцкий, Нарвский, Новгородский, Псковский, Пермский Устюжского, Троицкий, Санкт-Петербургский, Тверской, Нижегородский, Рязанский, Ямбургский, и так далее) и один драгунский эскадрон.  Под Полтавой, 27 января 1709 год, гренадерские роты были отчислены от драгунских полевых полков и составили три гренадерских полевых полка 10-ротнного состава (преемственные полки): Роппа (13-й драгунский Военного ордена генерал-фельдмаршала графа Миниха), Гавриила Кропотова (11-й драгунский Рижский и 12-й драгунский Стародубовский) и Андрея Кропотова (в 1771 году был расформирован).
При Петре Алексеевиче, позже прозванным «Великий» кроме драгунских полков были учреждены, в столицах и в некоторых больших городах России, команды полицейских драгун, которые просуществовали до 1811 года.
В связи с пересмотром тактики кавалерии, в которой был сделан упор на применение холодного оружия в конном строю, к 1763 году количество драгунских полков сократилось до 7.
С приходом XVIII века, из-за повсеместного внедрения линейной тактики, значение драгунов как линейной кавалерии снова возросло. Так к началу Отечественной войны 1812 года в Русской императорской армии насчитывалось 37 драгунских полков. За отличие при ведении боевых действий 13 полков были удостоены наград.
Однако после Отечественной войны императором Александром Первым было начато реформирование кавалерии, в ходе которой многие драгунские формирования были преобразованы в уланские и гусарские.
В 1825 году в Российской императорской армии было только 18 драгунских полков.
В 1833 году в Российской империи по инициативе императора Николая Первого был создан Драгунский корпус, который состоял из 8 полков. В каждом из полков было 10 эскадронов (8 драгунских и два пикинёрных). Пикинёры назначались для охраны коноводов и прикрытия флангов и в бою не спешивались. Корпус имел численность в 10 000 человек и располагал 48 орудиями. В пешем порядке бой принимали 6500 человек. Однако в боевых действиях корпус участия не принимал. В 1856 году при реорганизации кавалерии корпус расформировали из рациональных соображений: наличие большой массы лошадей (10 000 голов) в непосредственной близости от спешенных драгунских батальонов и линии огня было признано рискованным.
В связи с появлением нарезного оружия в 1863 году кавалерия была сокращена больше чем на половину и была изменена её тактика. Русско-турецкая война 1877—1878 показала преимущества драгунских формирований как мобильной конницы. В 1882 году 14 гусарских и 14 уланских полков были преобразованы в драгунские полки. В 1907 году некоторым из этих полков были возвращены прежние наименования и форма одежды.
В конце XIX века в Российской империи существовали следующие драгунские полки (расписание по кавалерийским дивизиям):
- 1-я кавалерийская дивизия
  - 1-й лейб-драгунский Московский Его Величества полк
  - 2-й драгунский Санкт-Петербургский генерал-фельдмаршала князя Меншикова полк
  - 3-й драгунский Сумский Его Королевского Высочества Наследного Принца Датского полк
- 2-я кавалерийская дивизия
  - 4-й лейб-драгунский Псковский Ея Величества полк
  - 5-й лейб-драгунский Курляндский Его Величества полк
  - 6-й лейб-драгунский Павлоградский Его Величества полк
- 3-я кавалерийская дивизия
  - 7-й драгунский Новороссийский Его Императорского Высочества великого князя Владимира Александровича полк
  - 8-й драгунский Смоленский Его Величества полк
  - 9-й драгунский Елисаветградский полк
- 4-я кавалерийская дивизия
  - 10-й драгунский Новотроицко-Екатеринославский генерал-фельдмаршала князя Потемкина-Таврического полк
  - 11-й драгунский Харьковский Ея Императорского Высочества великой княгини Александры Петровны полк
  - 12-й драгунский Мариупольский генерал-фельдмаршала князя Витгенштейна полк
- 5-я кавалерийская дивизия
  - 13-й драгунский Каргопольский полк
  - 14-й драгунский Литовский Его Императорского Высочества эрцгерцога Австрийского Альберта полк
  - 15-й драгунский Александрийский полк
- 6-я кавалерийская дивизия
  - 16-й драгунский Глуховской Ея Императорского Высочества великой княгини Александры Иосифовны полк
  - 17-й драгунский Волынский полк
  - 18-й драгунский Клястицкий Его Королевского Высочества великого герцога Гессенского Эрнста Людвига полк
- 7-я кавалерийская дивизия
  - 19-й драгунский Кинбурнский Его Императорского Высочества великого князя Михаила Николаевича полк
  - 20-й драгунский Ольвиопольский полк
  - 21-й драгунский Белорусский Его Императорского Высочества великого князя Михаила Николаевича полк
- 8-я кавалерийская дивизия
  - 22-й драгунский Астраханский генерал-фельдмаршала великого князя Николая Николаевича полк
  - 23-й драгунский Вознесенский полк
  - 24-й драгунский Лубенский Его Императорского Высочества эрцгерцога Австрийского Карла-Людвига полк
- 9-я кавалерийская дивизия
  - 25-й драгунский Казанский Его Императорского Высочества эрцгерцога Австрийского Леопольда полк
  - 26-й драгунский Бугский Его Императорского Королевского Высочества эрцгерцога Австрийского Франца-Фердинанда полк
  - 27-й драгунский Киевский полк
- 10-я кавалерийская дивизия
  - 28-й драгунский Новгородский Его Величества короля Вюртембергского полк
  - 29-й драгунский Одесский Его Высочества герцога Нассаусского полк
  - 30-й драгунский Ингерманландский великого герцога Саксен-Веймарского полк
- 11-я кавалерийская дивизия
  - 31-й драгунский Рижский Ея Императорского Высочества великой княгини Александры Иосифовны полк
  - 32-й драгунский Чугуевский Ея Величества полк
  - 33-й драгунский Изюмский Его Королевского Высочества принца Генриха Прусского полк
- 12-я кавалерийская дивизия
  - 34-й драгунский Стародубский полк
  - 35-й драгунский Белгородский Его Величества императора Австрийского короля Венгерского Франца-Иосифа I полк
  - 36-й драгунский Ахтырский полк
- 13-я кавалерийская дивизия
  - 37-й драгунский Военного Ордена генерал-фельдмаршала графа Миниха полк
  - 38-й драгунский Владимирский Его Императорского Высочества великого князя Михаила Николаевича полк
  - 39-й драгунский Нарвский полк
- 14-я кавалерийская дивизия
  - 40-й драгунский Малороссийский полк
  - 41-й драгунский Ямбургский Ея Императорского Высочества великой княгини Марии Александровны полк
  - 42-й драгунский Митавский Его Королевского Высочества принца Прусского Альберта полк
- Кавказская кавалерийская дивизия
  - 43-й драгунский Тверской полк
  - 44-й драгунский Нижегородский Его Императорского Высочества Наследника Цесаревича полк
  - 45-й драгунский Северский Его Величества короля Датского полк
- 15-я кавалерийская дивизия
  - 46-й драгунский Переяславский полк
  - 47-й драгунский Татарский полк (сформирован 16 июля 1891)
  - 48-й драгунский Украинский полк (сформирован 16 июля 1891)
- 1-я отдельная кавалерийская бригада
  - 49-й драгунский Архангелогородский полк (сформирован 12 сентября 1895)
  - 50-й драгунский Иркутский полк (сформирован 12 сентября 1895)
- 2-я отдельная кавалерийская бригада
  - 51-й драгунский Черниговский Ея Императорского Высочества Великой Княгини Елисаветы Федоровны полк (сформирован 16 сентября 1896 года)
  - 52-й драгунский Нежинский полк (сформирован 16 сентября 1896)
- 3-я отдельная кавалерийская бригада
  - 53-й драгунский Новоархангельский полк (сформирован 8 сентября 1897)
  - 54-й драгунский Новомиргородский полк (сформирован 8 сентября 1897)

- Финский драгунский полк (существовал с 14 мая 1889 по 4 декабря 1901)
- 55-й драгунский Финляндский полк (сформирован 4 декабря 1901)
- Крымский конный дивизион (сформирован 23 ноября 1874; с 31 декабря 1907 — Крымский конный, с 10 октября 1909 — Крымский конный Ея Величества Государыни Императрицы Александры Феодоровны полк)

На 1893 год по гвардии России числилось два и по армии 50 драгунских полков.

## Период после Русско-японской войны 1904-05 гг.
После русско-японской войны 1904-05 годов с целью повышения престижа армейской службы в рамках проводимой военной реформы император Николай II высочайшими приказами (от 6 и 18 декабря 1907 года и от 10 января 1908 года) возвращает исторические наименования бывшим уланским и гусарским полкам, но форма одежды уже становится практически одинаковая во всех полках, за исключением парадной, имеющей характерные отличия.
Накануне Первой мировой войны в Русской императорской армии насчитывался 21 драгунский полк и один в гвардии.
Все полки были расформированы в начале 1918 года.